# مدينة الجبيهة الترويحية
مدينة الجبيهة الترويحية هي واحدة من المدن التي توجد في الأردن للترويح عن النفس وللتسلية بالألعاب الممتعة ومدينة الجبيهة تقع بالقرب من منطقة أبو نصير ومناخ هذه المنطقة معتدل صيفا وبارد شتاء كما أن مدينة الجبيهة الترويحية تطل على حوض البقعة وعلى السلط وقرى السلط مثل زي كما تطل على دبين ويوجد في مدينة الجبيهة الترويحية عدد من الألعاب منها: الدولاب، البرج وهو برج يتم الركوب فيه ويرتفع بالراكب أكثر من 30 مترا ويشرف على كل عمان وقرى السلط والسلط ودبين إلخ..كما يوجد لعبة الجبل الروسي إلخ.. ومدينة الجبيهة الترويحية مدينة ألعاب ممتعة وهي تعتبر من المدن الكبيرة للألعاب الترويحية في الأردن.
عكفت امانة عمان إلى إعادة احياء المدينة من خلال خصخصتها وتحويل ادارتها إلى القطاع الخاص وقد فاز بعطاء الخصخصة ائتلاف مجمعات الأسواق الكوينية وهو ائئتلاف يضم مجموعة من الشركات المتخصصة في إدارة المدن الترفيهية والجدير ذكره انه تم اعداد التصاميم الجديدة للمدينة في لبنان في حين تم تحكيم الدراسات المالية لخصخصة المشروع والتي هي من اعداد المستشار محمد حسن عبد القادر من قبل شركة ديلويت (مستشارة الخصخصة لدى امانه عمان لمشروع مدينة الجبيهة الترويحية)